# Tawdenema indicum
Tawdenema indicum är en rundmaskart som beskrevs av Suryawanshi 1971. Tawdenema indicum ingår i släktet Tawdenema och familjen Diplogasteridae. Inga underarter finns listade i Catalogue of Life.